# Athena Faris
Athena Faris (Sacramento, California; 15 de enero de 1997) es una actriz pornográfica y modelo erótica estadounidense.

## Biografía
Natural del estado de California, tras cumplir la mayoría de edad comenzó su carrera como modelo. Fue contactada por la también actriz y modelo Scarlett Sage a través de la red social y de contactos Tinder, interesada en su perfil, ayudándola a dar dentro de la industria pornográfica sus primeros pasos. Debutaría como actriz en enero de 2017, a los 20 años, siendo su primera escena con el portal NetVideoGirls.
Si bien hizo sus primeras escenas en 2017, tuvo un comienzo intermitente, insegura de desarrollar una carrera como actriz. Sería a raíz de los Premios AVN de 2018, cuando entró en contacto con la agencia Motley Models, cuando comenzó a grabar nuevas escenas y películas bajo el respaldo de una agencia.
Como actriz ha grabado para estudios como New Sensations, Pure Taboo, Girlsway, Girlfriends Films, Zero Tolerance, Hard X, Digital Sin, Elegant Angel, Sweetheart Video, Evil Angel, Blacked, Reality Kings, Brazzers, Devil's Film o Mofos, entre otros.
En 2019 fue elegida Trophy Girl en los Premios AVN. Al año siguiente consiguió en estos galardones sus primeras nominaciones en las categorías de Mejor actriz revelación, y en la parcela de premios de los fanes a la Debutante más caliente. En marzo de 2020 fue elegida Cherry of the Month por el sitio web Cherry Pimps.
Hasta la actualidad ha rodado más de 280 películas como actriz.
Algunos trabajos suyos son Amateurs Wanted 8, Blackish 2, Cheer Squad Sleepovers 32, Dirty Distraction, Erotic Massage Stories 13, Friends and Lovers 3, It's A Sister Thing! 3, Lesbian Seductions 65, My First Hotwife Experience, Nympho 11, Sexual Desires of Athena Faris, Super Cute 10 o Watching My Hotwife 4.

## Premios y nominaciones
| Año  | Ceremonia         | Resultado | Premio                                  | Trabajo |
| ---- | ----------------- | --------- | --------------------------------------- | ------- |
| 2020 | Premios AVN       | Nominada  | Mejor actriz revelación                 | —       |
| 2020 | Premios AVN       | Nominada  | Premio fan: Debutante más caliente      | —       |
| 2020 | Spank Bank Awards | Nominada  | Breathtaking Blonde of the Year         | —       |
| 2020 | Spank Bank Awards | Nominada  | Countess of Contortionism               | —       |
| 2020 | Spank Bank Awards | Nominada  | Creampied Cutie of the Year             | —       |
| 2020 | Spank Bank Awards | Ganadora  | Dirty Cheerleader of the Year           | —       |
| 2020 | Spank Bank Awards | Nominada  | Empress of Nipple Paradise              | —       |
| 2020 | Spank Bank Awards | Nominada  | Porn's 'It' Girl                        | —       |
| 2020 | Spank Bank Awards | Nominada  | Reverse Cowgirl Connoisseur of the Year | —       |